# فوكي بوي
فوكي بوي (بالهولندية: Foeke Booy)‏ من مواليد 25 إبريل 1962 لاعب كرة قدم هولندي سابق ومدرب حالياً، حقق ثلاث بطولات خلال إشرافه على نادي اوتريخت الهولندي، وأشرف على تدريب القطاعات السنية لنادي اوتريخت حتى العام 2002 قبل أن يتولى الإشراف على الفريق الأول وحقق أهم إنجازات النادي في تاريخه بتحقيقه بطولة الكأس مرتين وبطولة السوبر الهولندي مرة واحدة.
اعتزل ممارسة كرة القدم عام 1994، وأختير ضمن قائمة أفضل ثلاثة مدربين في هولندا خلال الأعوام الثلاثة الماضية بجانب كويمان وهيدنيك، ويعد أفضل مدرب في تاريخ نادي اوتريخت. وتم تكريمة من قبل نادي اوتريخت في حفل كبير في ملعب النادي، وفي 2007 درب نادي النصر السعودي

## روابط خارجية
- فوكي بوي على موقع قاعدة بيانات كرة القدم.إي يو (الإنجليزية)
- فوكي بوي على موقع بيانات كرة القدم. دي إي (الألمانية)
- فوكي بوي على موقع عالم كرة القدم.نت (الإنجليزية)
- فوكي بوي على موقع كووورة